# Денар, Боб
Робер Денар, более известный как Боб Денар (фр. Robert Denard, 7 апреля 1929, Грейан-э-л’Опиталь — 14 октября 2007, Париж), он же Жильбер Буржо (Gilbert Bourgeaud), он же Саид Мустафа Маджуб (Saïd Mustapha Mahdjoub) — французский военный и наёмник, участник ряда вооружённых конфликтов в странах Африки и Азии. Деятель геополитического проекта Франсафрика. В 1978—1989 годах — командующий гвардией президента Коморских островов. Был осуждён за принадлежность к организованному преступному сообществу. Получил прозвище Король наёмников. Считается одной из легенд Холодной войны.

## Военнослужащий и полицейский
Родился в крестьянской семье 7 апреля 1929 года в Грейан-э-л'Опиталь (фр., департамент Жиронда). По данным официальной биографии, в 1944 году участвовал в Сопротивлении. Проходил военно-морскую службу во Французском Индокитае, участвовал в колониальной войне, но был уволен за драку. После демобилизации работал оператором бытовой техники, служил в полиции Французского Марокко.
Придерживался крайне правых политических взглядов, был убеждённым сторонником французского колониализма. В 1954 году арестовывался за подготовку покушения на леволиберального премьер-министра Пьера Мендес-Франса, намеревавшегося сократить военные расходы и предоставить независимость североафриканским колониям Франции. Более года Денар провёл в тюрьме, но осуждён не был. После освобождения установил связи с французскими спецслужбами и впредь действовал в плотном контакте с ними.

## Наёмник локальных войн

### Катанга и Конго
В 1961 году завербовался в армию Моиза Чомбе, воевал на стороне сепаратистов Катанги. Жёстко пресекал попытки расправы над белыми жителями Конго, в частности города Стэнливиль, с чьей бы стороны они ни предпринимались.
После поражения катангцев Денар отступил на территорию Анголы (в то время португальская колония). В 1963 году он принимал участие в гражданской войне в Йемене на стороне монархистов, против местных сторонников арабского социализма и насеризма.
В 1964—1965 годах снова служил у Чомбе, возглавившего к тому времени правительство Конго. Воевал против левых приверженцев Патриса Лумумбы (среди противников Денара был Че Гевара). Конголезское движение последователей Лумумбы — «Симба», сопровождалось массовыми жестокостями. Поскольку оно было поддержано государствами «реального социализма», конфликт принял выраженный идеологический характер. Подавление «Симба» в ходе операции «Красный дракон» осуществлялось международными силами при активном участии наёмников.
После отстранения Чомбе с поста премьер-министра Боб Денар первоначально поддержал нового президента Мобуту. Он сыграл основную роль в подавлении первого катангского мятежа, инициированного Чомбе против Мобуту в июле 1966 года. Однако усиление заирской центральной власти не соответствовало его интересам. На следующий год Денар снова поддерживал сепаратистов Катанги во главе с Чомбе.
В 1967 году Денар поднял восстание наёмников и катангских силовиков — сторонников Чомбе. Движение перекинулось из Катанги в соседнюю провинцию Киву, но было подавлено войсками президента Мобуту, недавнего союзника Денара в подавлении лумумбистов-«симба». Денар был тяжело ранен в боях за Букаву и вывезен в Южную Родезию. После выздоровления попытался снова вторгнуться в Конго, но эта акция была воспринята как фарс и не получила развития.
Действия Боба Денара, Майкла Хора, Жана Шрамма и других наёмников в Конго 1960-х годах обычно характеризуются как проявления «неоколониализма» и «империалистического вмешательства». Однако они также участвовали в пресечении межрасового насилия выполняя задачи, сходные с нынешними задачами миротворческих сил. В целом же Конголезский кризис был крупным элементом общемирового противостояния и внешнее вмешательство осуществлялось с обеих сторон.
Иной характер носило восстание наёмников и катангских жандармов 1967 года. Здесь речь шла фактически о создании «пиратского королевства» на части территории Конго. Мятежники противопоставляли себя уже не прокоммунистическому движению от имени Запада, как наёмники в операции «Красный дракон», а центральному правительству Заира, получившему международно-правовое признание. (Хотя, по некоторым признакам, в действиях группы Шрамма-Денара просматривались интересы Франции.)

### Служба в Габоне. Конфликты в различных странах
В 1968—1978 годах Боб Денар служил военным советником габонского президента Омара Бонго. Режим Бонго являлся одним из ключевых союзников Парижа в системе Франсафрика, из чего можно заключить наличие тесной связи Денара с французскими внешнеполитическими и разведывательными органами.
При этом Денар периодически подключался к вооружённым конфликтам в различных «горячих точках». Он участвовал в португальском вторжении в Гвинею в 1970 году, руководил безуспешной попыткой свержения марксистского режима Матьё Кереку в Бенине в 1977 году. Весьма неоднозначные итоги гвинейского рейда и полный провал бенинской операции были восприняты как симптомы изменения общеполитического соотношения сил на Африканском континенте.
Периодически появлялась информация о том или ином участии Денара в военных конфликтах на стороне белого меньшинства Родезии, антикоммунистических сил в ангольской гражданской войне и заирского режима Мобуту Сесе Секо при подавлении мятежа в провинции Шаба (бывшая Катанга) в 1977 году. Есть данные об участии Денара также в гражданской войне в Нигерии на стороне сепаратистского движения Биафры. Степень достоверности этих сведений неясна.

## Правление на Коморах
Вопреки своим политическим установкам, в 1975 году Денар участвовал в перевороте на Коморских островах, приведшем к власти маоиста Али Суалиха. Менее трёх лет спустя, 13 мая 1978 года, Денар совершил на Коморах новый переворот, в результате которого Суалих был свергнут и 29 мая 1978 года убит. Президентом снова стал Ахмед Абдалла.

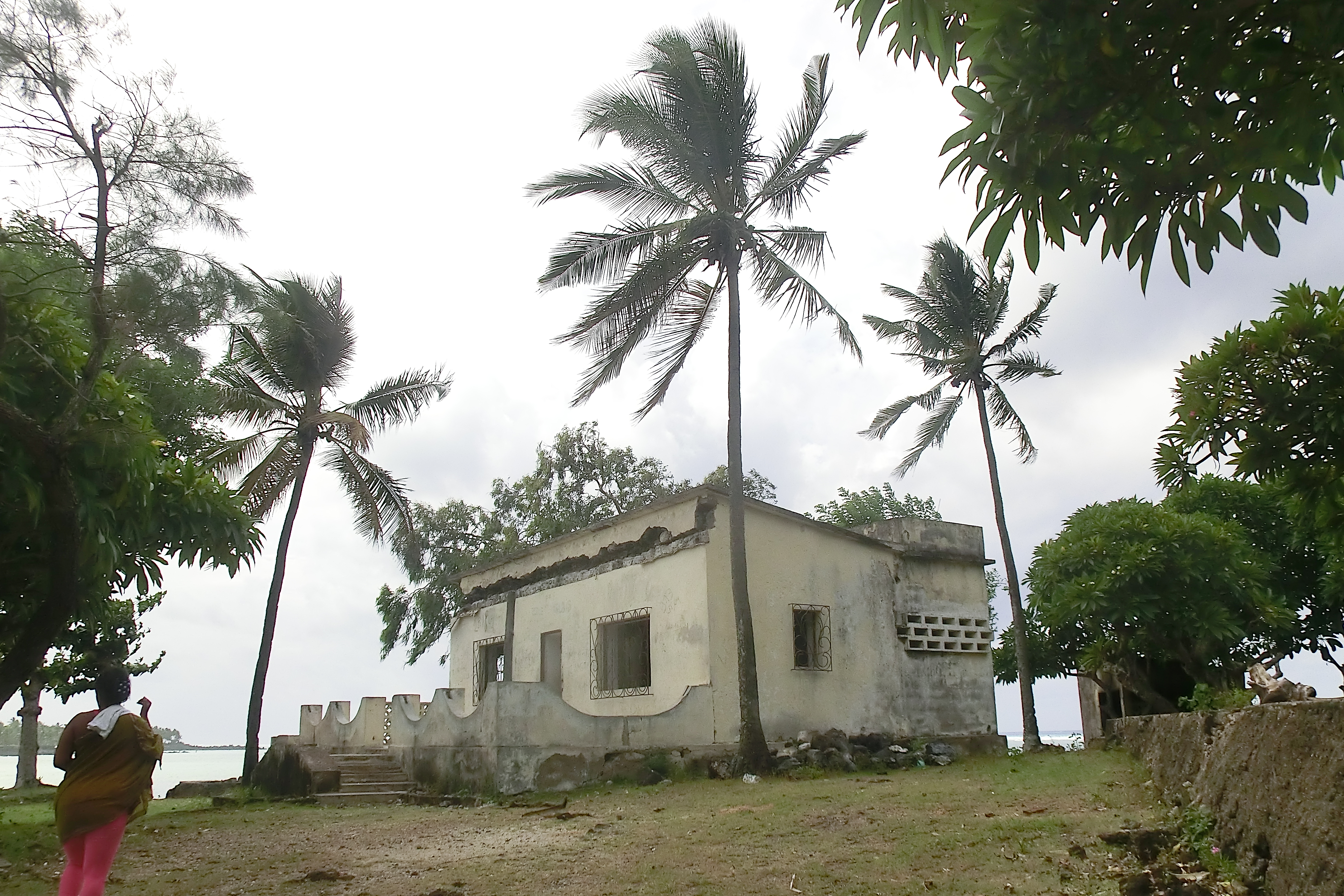
Резиденция Денара на Коморских островах

На Коморах я в общей сложности провёл лет пятнадцать, но россказни о дюжине переворотов — глупости. Я участвовал максимум в двух-трёх.

Боб Денар

Боб Денар стал командующим президентской гвардией, принял ислам, имя Саид Мустафа Маджуб и коморское гражданство. На Коморских островах была создана военная база наёмников. Денар активно занялся бизнесом, стал совладельцем сети отелей и земельных участков. Президентская гвардия превратилась в крупного (по коморским масштабам) хозяйствующего субъекта.
В ноябре 1989 году, опасаясь нового государственного переворота и полной узурпации власти Денаром, президент Абдалла подписал указ о разоружении гвардии. Через несколько дней Абдалла был убит при непрояснённых до конца обстоятельствах, а Денар эвакуирован в ЮАР, после чего экстрадирован во Францию. На родине он предстал перед судом по обвинению в убийстве Абдаллы, но оправдан за недостаточностью улик.
В ночь на 27 сентября 1995 года Денар вновь прибыл на Коморские острова во главе отряда из 33 человек. Однако попытку захвата власти пресекли французские войска в соответствии с франко-коморским межгосударственным договором. Денар был арестован, доставлен во Францию и вновь предстал перед судом. Уголовное преследование в отношении Денара возбуждалось также в Италии — за вербовку наёмников для переворота на Коморах.

## Судебное преследование
Денар утверждал, что действовал на Коморских островах с санкции французских властей. В его пользу свидетельствовал бывший министр внутренних дел Шарль Паскуа, на обвинение оказывалось давление со стороны бывшего Генерального секретаря президента Франции по делам Африки и Мадагаскара Жака Фоккара.

На суде мсье Фоккар назвал меня «честным человеком и патриотом, который служил своей стране».

Боб Денар

В 1993 году в отношении Денара был вынесен обвинительный приговор за попытку переворота в Бенине. В июне 2006 года Боб Денар был признан виновным в принадлежности к преступному сообществу и приговорён к 5 годам тюремного заключения условно. В июле 2007 года апелляционный суд изменил приговор на 4 года реального срока. Впоследствии срок был сокращён до 1 года, но Денар его не отбывал по состоянию здоровья. Через несколько месяцев Боб Денар скончался. Похоронен он в парижской церкви Сен-Франсуа-Ксавье.

## Эволюция. Итоги деятельности
Военно-политическая биография Боба Денара фактически разделяется на несколько периодов:
- 1954—1961. Военнослужащий и полицейский Денар — националист, активист правых сил
- 1961—1978. Наёмник Денар — активный антикоммунист. Он участвует в локальных войнах на стороне прозападных правых сил, занимая определённую позицию в Холодной войне.

Некоторые отступления от этого принципа налицо в трёх случаях — катангские сепаратисты после 1965 года, Биафра и коморский переворот Суалиха. В первых двух ситуациях Денар становится на сторону сепаратистской вольницы, действия которой соответствовали интересам Франции (Чомбе в Конго и Оджукву в Нигерии готовы были предоставить французам экономические преференции и пользовались поддержкой Фоккара). В третьей, судя по всему, позиция Денара определилась финансовой составляющей.
- 1978—1989. Денар управляет Коморскими островами в тандеме с президентом Абдаллой. Некоторые установки правого толка сохраняются на декларативном уровне, но в целом правление ориентировано прагматически.
- 1989—1995. Денар борется за восстановление утраченных позиций на Коморах безотносительно к идеологии и политическим принципам.

Эта эволюция в направлении деидеологизации и коммерциализации африканской политики отразила кардинальные изменения, произошедшие после окончания Холодной войны и отмеченные самим Денаром в начале 2000-х:

В шестидесятые отряды «солдат удачи» состояли из «профи», которые, как правило, работали на интересы своих стран, и все их действия контролировали спецслужбы. Правительствам Франции, Англии и США просто выгодно было делать вид, будто в джунглях воюют группы авантюристов, с которыми они не имеют ничего общего. Фактически тогда в Африке шла война между СССР и Западом. Раньше в профессии «дикого гуся» присутствовала, если хотите, романтика, теперь же наёмников интересуют только деньги. Сверхдержавы из Африки ушли, но ею заинтересовался криминальный бизнес. И это тоже вызывает кровопролитие.

Боб Денар

Боб Денар был прозван «королём наёмников». Однако несмотря на его военную квалификацию, политические силы, на стороне которых он выступал, часто терпели поражение. Это относится в конечном счёте к Моизу Чомбе (хотя в 1964—1965 годах была одержана серия побед), к гвинейской и бенинской оппозиции, к родезийскому режиму Яна Смита, ангольской УНИТА, к нигерийскому движению Одумегву Оджукву (хотя Биафре удавалось держаться в течение трёх лет и периодически вести контрнаступления). Примеры обратного свойства — подавление мятежа 1977 года в Шабе, поддержка президента Бонго в Габоне, отчасти помощь йеменским монархистам. Наиболее же эффективно действовал Денар на Коморских островах.
Боб Денар является одной из знаковых фигур эпохи Холодной войны. Его образ — отчасти реальный, отчасти приукрашенный — способствовал романтизации глобального идеологического противостояния.

Для меня деньги не являются главным. Я готов изучить любое предложение, но это не значит, что я соглашусь на все что попало. У меня есть принципы. Но выше всего я ценю собственную свободу, у которой, как известно, цены нет.

Боб Денар

Вербовочные схемы Денара во многом создали основу для функционирования современных ЧВК.